# 梅沙街道
梅沙街道位於中國廣東省深圳市鹽田區，名称取自古地名——梅沙（分为大梅沙和小梅沙）。下轄四個社區：
大梅沙社區、小梅沙社區、濱海社區、东海岸社区

## 外部連結
- 梅沙街辦網址 （页面存档备份，存于）